# Lithobius dentatus
Lithobius dentatus är en mångfotingart som beskrevs av Carl Ludwig Koch 1844. Lithobius dentatus ingår i släktet Lithobius och familjen stenkrypare. Inga underarter finns listade i Catalogue of Life.